# Port lotniczy Spring Point
Port lotniczy Spring Point (IATA: AXP, ICAO: MYAP) – port lotniczy położony w Spring Point, na wyspie Acklins, na Bahamach.